# Последнее место на Земле (мини-сериал)
Последнее место на Земле (англ. The Last Place on Earth) — британский мини-сериал телекомпании Central Independent Television и режиссёра Фердинанда Ферфакса, выпущенный в 1985 году и состоящий из семи эпизодов. Сценарий базируется на книге «Скотт и Амундсен» (англ. Scott and Amunsen) журналиста Роланда Хантфорда. Книга представляет собой биографии Роберта Скотта и Руаля Амундсена, а также историю покорения Южного полюса Земли.
Роль Роберта Скотта исполнил британский актёр Мартин Шоу, роль Амундсена — норвежец Сверре Анкер Оусдаль. Съёмки проходили в районе залива Фробишер на Баффиновой Земле (Канадский Арктический архипелаг). Среди актёров появились Макс фон Сюдов (в роли Фритьофа Нансена), Ричард Уилсон (в роли Джона Скотта Келти, секретаря Королевского географического общества), Сильвестр Маккой (в роли лейтенанта Генри Бауэрса) и Пэт Роуч (в роли Эдгара Эванса), а также Билл Найи (как Сесил Мирз) и Хью Грант (Эпсли Черри-Гаррард), для которых этот мини-сериал стал одной из начальных ступеней в их актёрской карьере.
1 июня 2001 года студия Bfs Entertainment выпустила мини-сериал на DVD.
Впоследствии книга Хантфорда была переиздана уже под названием The Last Place on Earth. В книге излагается мнение, что экспедиция Амундсена была хорошо спланирована и потому одержала триумф. В то время как ошибки Скотта и его неадекватное поведение на протяжении всей экспедиции привело к гибели самого Скотта и четырёх его спутников. Книга положила начало многочисленным дебатам и спорам, но также она на долгое время во многом изменила отношение к Роберту Скотту как самих британцев, так и мировой общественности.